# Основна школа за образовање одраслих Чачак
Основна школа за образовање одраслих Чачак је основана 1955. године, са циљем да образује неписмена лица и да наставе школовање лица без завршене основне школе.
Настава се одвија у виду редовне као и консултативне наставе за све оне који не могу да похађају редовну наставу, а имају дужи прекид у школовању. Такође у школи се организује и ванредно полагање.